# Canton de Pointe-à-Pitre-2
Le canton de Pointe-à-Pitre-2 est une ancienne division administrative française, située dans le département de la Guadeloupe et la région Guadeloupe.

## Composition
Le canton de Pointe-à-Pitre-2 comprenait une fraction de commune :
- Pointe-à-Pitre, fraction de commune

## Administration
| Période                                                 | Période | Identité        | Étiquette      | Qualité                                |
| ------------------------------------------------------- | ------- | --------------- | -------------- | -------------------------------------- |
| 1955                                                    | 1967    | Jules Boisel    | PCG puis DVG   |                                        |
| 1967                                                    | 2004    | Daniel Geniès   | PCG puis PPDG  |                                        |
| 2004                                                    | 2015    | Georges Brédent | PPDG puis GUSR | Conseiller municipal de Pointe-à-Pitre |
| Les données antérieures ne sont pas encore mentionnées. |         |                 |                |                                        |